# Тутаринов, Иван Васильевич
Ива́н Васи́льевич Тута́ринов (19 июня 1904 года — 19 июня 1978 года) — советский военачальник, генерал-полковник (9.05.1961 г.). Командующий ВДВ в 1959—1961 годы.

## Биография
Родился 19 июня 1904 года в станице Красноярской (город, ныне село Красный Яр), ныне Астраханской области в семье астраханского казака. До службы в армии работал при Астраханской губернской ЧК секретарём политбюро по Красноярскому уезду и для поручений при помощнике уполномоченного ГПУ, на рыбном промысле рыбного треста и в уездном комитете комсомола.
В сентябре 1923 года добровольно вступил в РККА и направлен в 3-ю Самарскую кавалерийскую школу. По её расформировании в сентябре 1924 года переведён во 2-ю Борисоглебско-Ленинградскую кавалерийскую школу. Член ВКП(б) с 1925.
После окончания школы в сентябре 1926 года назначен в 63-й кавалерийский полк 1-й особой кавалерийской бригады имени Сталина в Москве на должность командира взвода. Позже был временно исполняющим должность (врид) командира эскадрона, врид помощника начальника штаба полка. После окончания в июне 1931 года кавалерийских курсов усовершенствования командного состава РККА в Новочеркасске назначен командиром эскадрона. С октября 1932 года помощник начальника штаба полка.
В ноябре 1936 года окончил Военную академию РККА имени М. В. Фрунзе и был назначен начальником 2-й части штаба Особой кавалерийской дивизии имени И. В. Сталина. С ноября 1937 года исполнял должность начальника штаба 61-го кавалерийского полка этой же дивизии. С января по июль 1938 года временно командовал полком. С июля 1939 года исполнял должность начальника 1-й части, а с февраля 1940 года — начальника штаба 36-й кавалерийской дивизии 3-го кавалерийского корпуса Белорусского особого военного округа.
В составе дивизии принимал участие в походе Красной Армии в Западную Белоруссию, вводе советских войск в Литву и в Советско-финской войне 1939—1940 годов.
В марте 1940 года в звании подполковника был назначен начальником штаба 14-го механизированного корпуса Западного особого военного округа под командованием С. И. Оборина под Кобрином..
Начало Великой Отечественной войны встретил в звании полковника. В ходе приграничного сражения участвовал в нанесении контрудара силами 4-й армии по наступавшим немецким войскам в районе городов Брест и Кобрин.
25 июня 1941 года назначен и. о. командира 14-го механизированного корпуса. Был ранен. В сентябре того же года назначен командиром 77-й кавалерийской дивизии, находившейся в стадии формирования. В январе 1942 года дивизия вошла в подчинение 14-го кавалерийского корпуса Архангельского военного округа, а в апреле того же года она была передана в подчинение 2-й ударной армии и вскоре расформирована.
2 мая 1942 года назначен командиром 12-я Кубанской казачьей кавалерийской дивизией 4-го гвардейского Кубанского казачьего кавалерийского корпуса Северо-Кавказского военного округа (с перерывом в конце августа 1942 года, когда обязанности командира исполнял майор П. В. Пугаев), занимавшей оборону по побережью Таганрогского залива, имея задачу не допустить высадки морского десанта противника.
27 августа 1942 года присвоено звание генерал-майор.
С июля 1942 года в районе южнее Азова участвовал в Армавиро-Майкопской оборонительной операции, прикрывая отход войск 18-й армии. Приказом НКО от 27 августа 1942 г. за проявленную отвагу в боях за Отечество с немецкими захватчиками дивизия была преобразована в 9-ю гвардейскую Кубанскую казачью кавалерийскую дивизию. В сентябре 1942 года дивизия вошла в состав Северной группы войск Закавказского фронта и участвовала в Нальчикско-Орджоникидзевской оборонительной и Ростовской наступательной операциях. В ходе Донбасской наступательной операции её части освободили г. Большой Токмак. В октябре 1943 года дивизия вошла в подчинение 4-го Украинского фронта и в ноябре вела бои за Турецкий вал. С марта 1944 года дивизия участвовала в Березнеговато-Снигирёвской и Одесской наступательных операциях.
В конце мая 1944 года дивизия была выведена в резерв Ставки ВГК и в начале июня передислоцирована на 1-й Белорусский фронт. С 23 июня её части в составе конно-механизированной группы генерал-лейтенанта И. А. Плиева успешно действовали в Белорусской, Бобруйской и Минской наступательных операциях.
В июле 1944 года был снова ранен и до сентября находился в госпитале, затем назначен начальником 2-го Тамбовского кавалерийского училища.
- С марта 1945 года занимал должность начальника отдела боевой подготовки штаба командующего кавалерией Советской Армии.
- С апреля 1946 года проходил службу начальником отдела боевой подготовки, а с июля 1947 года — заместителем начальника штаба кавалерии Сухопутных войск СССР.

После окончания ВАК при Высшей военной академии имени К. Е. Ворошилова зачислен слушателем 2-го курса основного факультета.
- В декабре 1951 года окончил академию и был назначен 1-м заместителем начальника штаба — начальником оперативного отдела штаба Уральского военного округа.
- С марта 1954 года 1-й заместитель начальника штаба Прикарпатского военного округа.
- С ноября 1956 года начальник штаба Сибирского военного округа.
26 ноября 1956 года присвоено звание генерал-лейтенант.
- С декабря 1956 года — начальник штаба — заместитель командующего Южной группы войск.
- С апреля 1958 года — 1-й заместитель командующего войсками и член Военного совета Южной группы войск.
- С марта 1959 года по июль 1961 года — командующий Воздушно-десантными войсками.
9 мая 1961 года присвоено звание генерал-полковник.
- С июля 1961 года — командующий войсками Уральского военного округа.
- С сентября 1965 года — представитель Главного командования Объединённых вооруженных сил государств — участников Варшавского Договора в Венгерской народной армии.
- С апреля 1972 года состоял в распоряжении главкома Сухопутных войск. В сентябре того же года уволен в отставку.

Депутат Верховного Совета СССР в 1962—1966 годах.
Почётный гражданин Слуцка (1975).

## Награды
- Два ордена Ленина (27.08.1942, 20.06.1949)[4]
- Шесть орденов Красного Знамени (2.04.1943, 21.08.1944, 3.11.1944, 3.11.1953, 18.12.1956, 31.10.1967)[4]
- Орден Суворова II степени (17.09.1943)[4]
- Орден Кутузова II степени (31.03.1943)[4]
- Орден Богдана Хмельницкого II степени (19.03.1944)[4]
- Орден Красной Звезды (18.06.1964)[5]
- орден «Знак Почёта» (22.02.1941)[4]
- медали

## Память
- В память о Тутаринове названы улицы в городах Слуцк и Слоним, которые освобождала казачья дивизия под его командованием, и улица в селе Красный Яр, в котором он родился.
- Постановлением Совета Министров Белорусской ССР № 371 от 27 октября 1980 года именем Тутаринова был назван пассажирский теплоход на подводных крыльях типа «Ракета» Главного управления речного флота при Совете Министров БССР «Иван Тутаринов».